# レチタティーヴォ

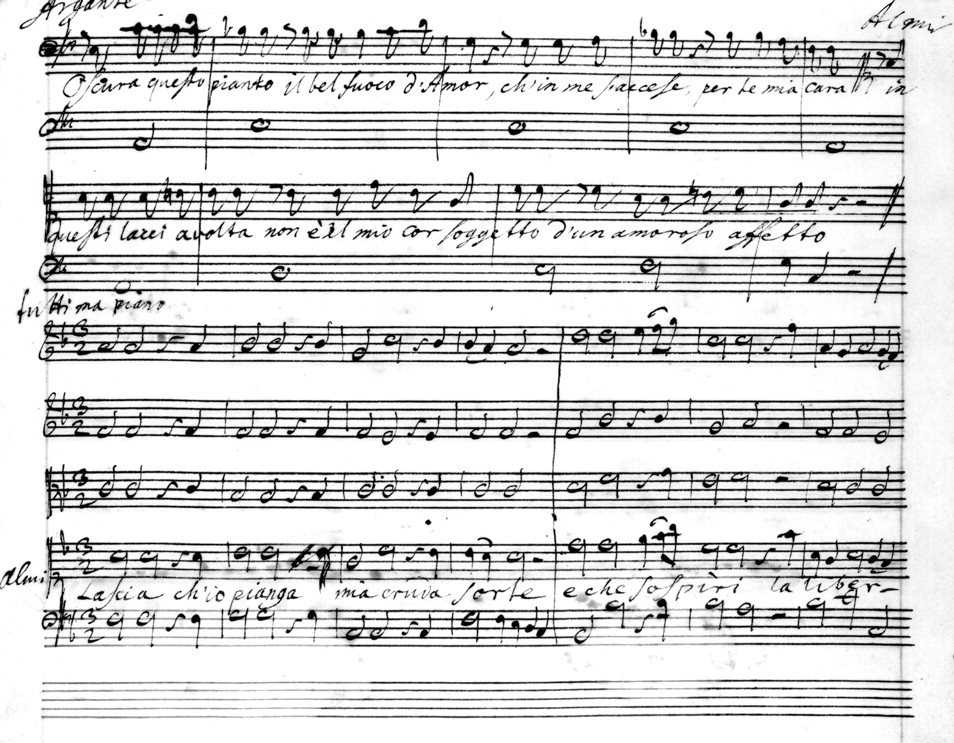
ヘンデル「私を泣かせてください」のこの部分はレチタティーヴォ・アッコンパニャートの例である。通奏低音（下段のバス記号の五線譜）は、声楽のレチタティーヴォ・パートの下で二分音符や全音符と、それに基づく和音を演奏する。

レチタティーヴォ（伊: recitativo,独: Rezitativ,仏: récitatif,英: recitative）は、クラシック音楽の歌唱様式の一種で、話すような独唱をいう。多くはオペラ、オラトリオ、カンタータなどの大規模な作品の中で用いられる。叙唱、朗唱と訳されることもある。リート、バラード、演奏会用アリアなどにも付随するが、通常は、個人的な感情の独白や、状況説明、会話などの場面に採用され、多くの場合はアリアなどの旋律的な曲の間や前に置かれることとなる。
レチタティーヴォでは言葉を補助するために音楽が使われ、リズムが自由で、極端な高さの音や繰り返しは避けられる。

## 歴史
16世紀末にイタリアで発達したオペラでは、「歌いながら、しかも話しているタイプの音楽」が理想とされた。この目的のためにモノディ形式が発達したが、中期バロック時代になると、朗唱的なレチタティーヴォと旋律美を中心としたアリアに分かれるようになった。17世紀末のオペラ・セリアではレチタティーヴォはより標準化され、特定の旋律的なパターンと終止形を持つようになった。
レチタティーヴォには、通奏低音だけの伴奏によるレチタティーヴォ・セッコ（recitativo secco＝乾いたレチタティーヴォ）と、管弦楽伴奏によるレチタティーヴォ・ストロメンタート（recitativo stromentato＝器楽付レチタティーヴォ）またはレチタティーヴォ・アッコンパニャート（recitativo accompagniato＝伴奏付レチタティーヴォ）があり、後者は18世紀のオペラでは主要な登場人物の重要なシーンに用いられた。これに対して、グルックの『オルフェオとエウリディーチェ』や『アルチェステ』ではすべてのレチタティーヴォが管弦楽によって伴奏される。
レチタティーヴォ・セッコは通常チェンバロによって演奏され、他に低音楽器をともなうこともあった。後にフォルテピアノ、ピアノフォルテによってもその役割が果たされた。このレチタティーヴォ・セッコは、ナポリ楽派の作曲家たちによって高い効果をもたらされたが、オペラ・ブッファにおいてはこれが重要な役割を果たした。また、モーツァルトにおけるレチタティーヴォ・セッコは、特筆すべき効果が発揮されている。
イタリア以外では、レチタティーヴォはその新奇さによっても評価された。フランスではリュリによってフランス語に適応したレチタティーヴォが作られた。17世紀イギリスではオペラは定着しなかったが、パーセルはオペラのほかに仮面劇や付随音楽で英語の美しいレチタティーヴォを書いた。一方、ドイツのジングシュピール、イギリスのバラッド・オペラ、フランスのオペラ・コミック、スペインのサルスエラなどでは台詞部分は歌われず、地のせりふが用いられる傾向があった。
オペラにとっては、アリアの間や前に「台詞」を挟むか「レチタティーヴォ」を挟むかという選択について、時代による流行も含めて捉える必要がある。実際にその違いは大きいが、例えばビゼーのカルメンで、作曲家自身はオペラ・コミックとして台詞を挟みながら進める構成で仕上げたものの、不評の初演後3ヶ月でビゼーは亡くなってしまい、その後エルネスト・ギロー（Ernest Guilaud, 1837 - 92）がオペラ・コミックからグランド・オペラとして改変し、台詞をレチタティーヴォに作り直したものが広まってしまったのはよい例である。ギローによるそれはロマンティック・オペラと表記されることもあり、ギローの仕事の質などは別としても、台詞かレチタティーヴォかという違いによって作品全体が根本的に変わっており、この問題は表現上大きな意味を持っていることを示す例としてよく比較される。
19世紀になると、まずレチタティーヴォ・セッコが姿を消したが、イタリアの喜劇オペラでは1850年ごろまで残っていた。
19世紀には管弦楽が発達し、歌による台詞や会話を管弦楽曲の中に挿入するという形式が発達した。これはパルランテと呼ばれるが、レチタティーヴォと異なり声楽の部分だけではまとまった音楽にならないし、管弦楽は伴奏ではない。ヴェルディ『リゴレット』『椿姫』の冒頭のパーティーの部分に典型的に見られる。
ワーグナーは『ローエングリン』（1850年）までレチタティーヴォを使っていたが、後期の楽劇では連続する無限旋律によってレチタティーヴォとアリアの区別は消滅した。晩年のヴェルディの作品でもアリアとレチタティーヴォを区別することは不可能である。
20世紀になると、シェーンベルクやベルクによってシュプレッヒゲザング（シュプレッヒシュティンメ）が用いられた。この様式ではリズムは確定的だが、音高は不確定であり、語りと歌の中間にあたる。

## 器楽におけるレチタティーヴォ
レチタティーヴォは声楽において使われるのが普通だが、レチタティーヴォを模した器楽曲も作られた。早い例にはクーナウの聖書ソナタ（1700年）がある。また、エマヌエル・バッハの鍵盤楽器作品にもしばしば現れる。ハイドンの交響曲第7番「昼」の第2楽章はレチタティーヴォとアリアになっており、ベートーヴェンの交響曲第9番最終楽章、および作品31-2と作品110のピアノソナタでも使われている。